# جديدة مسطاحة
جديدة مسطاحة قرية سوريّة تتبع إداريّاً لمحافظة حلب منطقة منبج ناحية خفسة، بلغ تعداد سكانها (1000) نسمة حسب التعداد السكاني لعام 2004.